# 小笠原滿男
小笠原滿男（1979年4月5日—），已退役日本職業足球運動員，前日本國家足球隊成員。

## 俱樂部生涯
小笠原满男出生于日本岩手县，1998年正式从岩手县的大船渡高校加入鹿岛鹿角。在1999年的首个个人赛季便打进了个人的首个进球。
除了2006年小笠原满男转会意甲球队墨西拿足球俱乐部效力的半年之外，于2007年后重返日本并效力鹿岛鹿角，并在此后的三年中，跟随鹿岛获得过7次联赛冠军、5次联赛杯冠军、4次天皇杯冠军、1次亚冠冠军。小笠原满男代表鹿岛鹿角出场次数总计525场，69个进球。
2018年12月，鹿岛鹿角官方确认球队队长小笠原满男已经正式结束了球员生涯。而2018年12月与河床的世俱杯季军决赛也成为了他的告别战。

## 國家隊生涯
2002年在日本本土举办的世界杯中，他只是在对阵突尼斯的比赛中替补出场13分钟。
2005年6月，德国世界杯亚洲区预选赛日本对巴林的比赛中，小笠原满男攻进致胜一球帮助日本队取勝。
2006年世界杯首场坐在替补席，球队也在最后9分钟内被澳大利亚逆转，虽然在第二场对阵克罗地亚比赛中获得了首发的机会，但是0：0的结果已经令日本队宣布出局。最后一场面对巴西队，在第58分钟被中田浩二替换下场。

## 外部連結
- National Football Teams
- 鹿島アントラーズによる公式プロフィール
- 小笠原滿男 – FIFA國際賽競賽紀錄 (存檔) （英文）
- 小笠原滿男在 National-Football-Teams.com 上的出场纪录 （英文）
- 東北人魂を持つJ選手の会 （页面存档备份，存于）
- Soccerway資料庫：小笠原滿男
- Japan National Football Team Database （页面存档备份，存于）
- 日本職業足球聯賽中的小笠原滿男 （日語）
- Mitsuo Ogasawara at Kashima Antlers